# Percy Rojas
Percy Rojas Montero (ur. 16 września 1949 w Limie) – peruwiański piłkarz grający na pozycji pomocnika.

## Kariera klubowa
Karierę piłkarską Rojas rozpoczął w klubie Universitario Lima. W 1967 roku zadebiutował w jego barwach w peruwiańskiej Primera División i stał się jego podstawowym zawodnikiem. Już w debiutanckim sezonie osiągnął z Universitario swój pierwszy sukces w karierze, gdy wywalczył mistrzostwo Peru. W 1969, 1971 i 1974 roku ponownie zostawał mistrzem kraju. W Universitario grał do 1974 roku.
Na początku 1975 roku Rojas został piłkarzem argentyńskiego CA Independiente. Przez 3 lata rozegrał dla tego zespołu 72 mecze w argentyńskiej Primera División i strzelił 27 goli. W 1975 roku wystąpił z Independiente w wygranym finałowym dwumeczu Copa Libertadores z Unión Española (0:1, 3:1). W tym samym roku zdobył także Copa Interamericana.
Latem 1977 roku Rojas powrócił do Peru i grał w Sportingu Cristal Lima. W latach 1979–1980 dwukrotnie z rzędu wywalczył ze Sportingiem mistrzostwo kraju. W 1980 roku odszedł do belgijskiego RFC Seraing, w którym grał z rodakiem Juanem Carlosem Oblitasem. W 1981 roku wrócił do Universitario Lima. W 1982 roku został mistrzem kraju, a w 1984 roku zakończył karierę piłkarską.

## Kariera reprezentacyjna
W reprezentacji Peru Rojas zadebiutował 18 czerwca 1969 roku w zremisowanym 1:1 towarzyskim meczu z Kolumbią. W 1978 roku był w kadrze Peru na Mistrzostwach Świata w Argentynie. Wystąpił na nich w 3 spotkaniach: ze Szkocją (3:1), z Brazylią (0:3) i z Polską (0:1). W 1982 roku został powołany przez selekcjonera Tima do kadry na Mistrzostwa Świata w Hiszpanii. Tam był rezerwowym i nie rozegrał żadnego spotkania. W swojej karierze zagrał także na Copa América 1975 (wywalczył wówczas mistrzostwo kontynentu) i 1979. Od 1969 do 1982 roku rozegrał w kadrze narodowej 49 meczów i strzelił 7 goli.